# Tubificoides aculeatus
Tubificoides aculeatus is een ringworm uit de familie van de Naididae. De wetenschappelijke naam van de soort is voor het eerst geldig gepubliceerd in 1969 door Cook.